# Cryptochironomus astax
Cryptochironomus astax är en tvåvingeart som beskrevs av Roback 1960. Cryptochironomus astax ingår i släktet Cryptochironomus och familjen fjädermyggor.
Artens utbredningsområde är Peru. Inga underarter finns listade i Catalogue of Life.